# 包丁無宿勝負旅
『包丁無宿勝負旅』（ほうちょうむしゅくしょうぶたび）は、土山しげるおよびたがわ靖之の原案協力による日本の漫画作品である。
『別冊漫画ゴラク』（日本文芸社）にて、2003年9月から2005年2月までの期間に連載された。単行本は全4巻。
主人公の柳葉武蔵を中心に料理勝負を重ねていくストーリーである。「包丁無宿」本編との繋がりは、「大日本料理会」の後継組織として「新日本料理会」が登場する程度のオリジナル展開で、「包丁無宿」の主人公である暮流助も直接は登場しない。包丁無宿勝負旅の終了後、「その後の武蔵、下関ふぐ料理編」が5話にわたって連載された。「勝負旅」本編からこのエピソードの空白期間内で、武蔵が暮流助の下で修行した事が示唆されている。
作者の土山しげるが数多く手がける料理勝負を主題とした作品であるとともに、たがわ靖之の代表作である『包丁無宿』シリーズへのオマージュともいえる作品となっている。なお、たがわ靖之は2000年に死去しているため、原案協力はクレジット上のみである。

## 登場人物
柳葉 武蔵（やなぎば むさし）
18歳。本作の主人公。柳屋の次男坊で気性が荒く補導歴多数。露店で独学で学んだ味修行に加え、自由な発想で作る料理には才能の片鱗を感じさせる。
柳葉 新一（やなぎば しんいち）
武蔵の兄。柳屋の厨房を預かる。父親の吾郎から技術を受け継ぎ、精進を続ける真面目な板前。
柳葉 吾郎（やなぎば ごろう）
新一、武蔵の父親。水戸の名店・柳屋の先代で身体を壊して隠居している。その名を水戸に知られている板前。
松平 光圀（まつだいら みつくに）
水戸料理界の最高顧問。老舗料亭・葵亭の先代。毎年開催される水戸料理大会を取り仕切り、板前の育成、技術向上を推進しつつ水戸の発展を願っている。
桂田 五郎（かつらだ ごろう）
水戸に進出した新規店・三ツ星屋の支配人。流れの板前を集め、腕自慢を店に雇うため、武蔵にも声をかける。
剣崎 竜（けんざき りゅう）
三ツ星屋の花板格で凄腕の料理人。武蔵に若い頃の自分の姿を重ねて鍛える。
浦島 亀吉（うらしま かめきち）
浜松城下で危ない所を武蔵に助けられた。長浜の実家の料理屋再興のため、スッポン調理修行中の身である。
辰（たつ）
鼈専門店・龍宮亭に雇われた流れ板前。確かな腕前で板長として店を盛り上げる。

## 単行本
- 土山しげる、たがわ靖之：原案協力 『包丁無宿勝負旅』 日本文芸社〈ニチブン・コミックス〉 全4巻
  1. 2004年02月10日発行、2004年01月19日発売 ISBN 4-537-10266-7
  2. 2004年06月25日発行、2004年06月09日発売 ISBN 4-537-10306-X
  3. 2004年11月10日発行、2004年10月19日発売 ISBN 4-537-10346-9
  4. 2005年06月10日発行、2005年05月19日発売 ISBN 4-537-10406-6